# Загальна екологія
Загальна екологія — це наука про екосистеми, які включають в себе живі організми і неживу речовину, з яким ці організми постійно взаємодіють. За визначенням Всеволода Анатолійовича Радкевича (1998) «… Екологія — це наука, що досліджує закономірності життєдіяльності організмів в їхньому природному середовищі, і з урахуванням змін, які вносить у це середовище діяльність людини …». Подібне, але точніше визначення екології дає Ігор Олександрович Шилов (2001), трактуючи її «… як науку про закономірності формування, розвитку і стійкості біологічних систем різного рангу в їхніх взаєминах із середовищем …». Отже, предметом її досліджень є макросистеми: популяції, біоценози, екосистеми, і їх динаміка в часі і просторі.

## Загальна екологія і рівні організації життя
Щоб краще зрозуміти зміст загальної екології, слід розглянути концепцію рівнів організації життя (біологічний спектр).

Усі рівні живої матерії можна уявити у вигляді ієрархічної схеми (по Ю. Одум, 1975):
1. Генний, або молекулярний рівень. Саме з нього починають виявлятися властивості живої речовини. Його системи являють собою активні великі молекули — ліпіди, білки, вуглеводні, нуклеїнові кислоти, в яких протікають процеси обміну речовин, пов'язані з фото- і хемосинтезом, формуються ДНК і РНК, що відповідають за спадковість. Предметом вивчення на цьому рівні є закони передачі спадковості, а вивчає їх наука генетика. Самі по собі, поза органами, поза організмом ці молекули функціонувати не можуть.
2. Клітинний рівень. Молекули об'єднуються в клітини, і тільки тоді в них формуються речовини, необхідні для життєдіяльності органів і організмів. Предметом вивчення на клітинному рівні служать закони перетворення речовини та енергії всередині клітин. Наука — цитологія. Не вказаний тканинний рівень — на цьому рівні однорідні, однакового походження клітини, взаємодіючи між собою, утворюють тканини, вивченням яких займається гістологія.
3. Органний — більш високий рівень організації живої речовини, ніж попередні три. Органи утворюються в результаті взаємодії кількох типів тканин. На цьому рівні вивчаються системи різних органів: соматичні і генеративні — у рослин, системи органів дихання, травлення, розмноження — у тварин. А вивчає ці системи біоморфологія і анатомія.
4. Організмовий — перший, найнижчий рівень з досліджуваних загальною екологією. В організмі взаємодія систем органів зводиться в єдину систему індивідуального організму. Він може існувати самостійно! Поза організмів життя не проявляється. На цьому рівні вивчаються життєві цикли окремих особин, закони утворення фенотипів і генотипів. Науки — фізіологія, анатомія, зоологія, еволюційне вчення і ін.
5. Популяційно-видовий — проміжний між організмовим і надорганізменними рівнями. Будь-який вид рослин, тварин пристосовується до зовнішнього середовища, не як сума окремих особин-організмів, а як єдине функціональне ціле — популяція. У популяції свої закони (внутрішньовидова конкуренція і агрегація), свої ієрархічні взаємини, своя структура. На даному рівні вивчаються закони збереження популяцією і її видом генотипових ознак. Науки — систематика, біологія та екологія рослин, тварин.
6. Екосистемний, биогеоценотичний — вивчаються надорганізменні системи, взаємовідносини популяцій, угруповань, організмів всередині екосистеми, тобто на конкретній ділянці з однорідними умовами середовища. Вивчення первинної продуктивності, кругообігу речовин (вуглецю, кисню, фосфору, води тощо) в межах біогеоценозу. Науки — фітоценологія, біогеоценологія, ЗАГАЛЬНА ЕКОЛОГІЯ.
7. Біосферний — найвищий, розглядається взаємини між собою макроекосистем, біогеоценозів (ліс — степ, ліс — болото, ліс — тундра тощо), вивчаються закони кругообігу речовин, енергії в глобальному аспекті. Наука — ЗАГАЛЬНА ЕКОЛОГІЯ.

Взаємодія живої речовини (матерії) з іншими речовинами (або енергією) на кожному рівні організації зумовлює формування й існування певних упорядкованих систем. Всі ці системи взаємозалежні одна від одної і між рівнями організації немає різких розривів. Неможливо навіть уявити існування генів поза клітинами, клітин поза органами, органів поза організмами і т. д.
Враховуючи тісний функціональний зв'язок між організмовим, популяційно-видовим та екосистемним рівнями і автономність існування їх систем, основним змістом загальної екології слід вважати дослідження взаємовідносин живих організмів (особин) між собою і з середовищем проживання на популяційно-биоценотичному рівні та рівні біологічних систем ще більш високого рангу (біогеоценозів і біосфери), а найменшою одиницею є організм, або особина.
В залежності від того, який рівень організації екосистем вивчається, екологія поділяється на галузі аутекологію і синекологію.
Аутекологія вивчає життєві цикли і ставлення до факторів середовища окремих особин або видів. Мета її полягає в тому, щоб виявити характер пристосування їх до життя в конкретному біоценозі, їх роль в екосистемі. Деякі вчені (Радкевич, 1998) вважають, що аутекологія вивчає взаємовідносини з зовнішнім середовищем тільки окремих особин, а взаємини ценопопуляцій з середовищем вивчає демекологія, взаємовідносини видів — ейдекологія.
Синекологія, вона ж біоценологія, вивчає всі комплекси видів (ценопопуляцій) в біоценозах, тобто екосистемах, вивчає закони їх спільного співіснування в біоценозі залежно від умов зовнішнього середовища. Вона базується на аут-, дем- та ейдоекології, але їй притаманний загальнобіологічний характер, оскільки її дослідження спрямовані на багатовидові взаємовпорядковані комплекси, що існують в строго визначеному фізико-хімічному середовищі.
Життєдіяльність екосистем надзвичайно складна. Жива і нежива речовина в екосистемах структуровані та охоплені незліченними перетвореннями або процесами, в ході яких автотрофними і хемотрофними організмами захоплюються із зовнішнього середовища атоми багатьох хімічних елементів (вуглець, водень, кисень, сірка, фосфор, калій, кальцій, магній, залізо, мідь і тощо) і енергія, які потім використовуються іншими організмами: консументами (споживачі рослинної маси) і грибами, а потім, у міру загибелі організмів-продуцентів, грибів і консументів, переходять до організмів-редуцентів, які розкладають мертву органічну речовину і повертають складові атоми цієї речовини в зовнішнє середовище. При цьому енергія хімічних зв'язків організмів-продуцентів і організмів-хемосинтетиків частково використовується консументами, грибами і редуцентами, а частково вивільняється в зовнішнє середовище у вигляді тепла, у вигляді окислів, що утворюються при виділенні рослинами в атмосферу кисню. Або консервуються у вигляді хімічних зв'язків складних органічних речовин, що накопичуються в ґрунті (гумус) і літосфері (торф, буре і кам'яне вугілля). Всі процеси йдуть безперервно, підкоряючись своїм законам. На природні процеси накладаються антропогенні. Останні, як правило, позначаються негативно на функціонуванні екосистем. Вивчити і зрозуміти ці закономірності і є головне завдання загальної екології.

## Положення загальної екології в системі наук

### Структура загальної екології
Як екосистеми утворені різними групами організмів, так і загальна екологія характеризується складною структурою, підрозділяючись на безліч напрямків, які у свою чергу, складаються з спеціальних наук. Спочатку з'явилося багато спеціальних екологічних дисциплін, набагато пізніше — комплексні. Загальна ж екологія формується тільки сьогодні і «підживлюється» всіма спеціальними. Незважаючи на невирішеність своїх найфундаментальніших проблем, вона переживає справжній бум популярності.
Зрозуміло, загальна екологія тісно пов'язана з усіма спеціальними (екологія рослин, екологія тварин, мікробіологія, екологія океану, екологія людини тощо) і комплексними (геоботаніка, лісове господарство, ґрунтознавство, ландшафтознавство, гідробіологія, біоценологія тощо) екологічними галузями, але вона не є проста сума цих наук. Загальновідомо, що спеціальні науки вивчають всебічно конкретні об'єкти органічного світу («все про один»), а загальні — весь органічний світ в одному напрямку («трохи про все»). Для спеціальних наук найважливішою одиницею є організм або сукупність організмів одного виду, для комплексних наук — конкретні умови середовища (ґрунт, ліс, вода) і взаємовідносини живих організмів з цими умовами, а для загальної екології — екосистема рангу біогеоценозу, тобто вся сукупність видів, що складають біоценоз, і вся сукупність факторів середовища, що визначають існування даного біоценозу з урахуванням неминучого антропогенного впливу, а організм або вид — найменшою одиницею.
Щоб розкрити закони взаємин складових частин екосистем необхідно мати уявлення про різні аспекти функціонування цих складових частин, тому виділення галузей і дисциплін в загальній екології, класифікування їх також доцільне, як і в будь-який інший біологічній науці.

## Класифікації структури загальної екології
Автори існуючих класифікацій звертають увагу на складність і багатогранність загальної екології. В загальній екології виділяються наступні напрямки:

### За розмірами об'єктів вивчення (екосистемні дослідження)
- аутекологія (особини, організми і їх середовище),
- демекологія, або популяційна екологія (популяція та її середовище),
- синекологія (біоценоз, екосистема та їх середовище),
- географічна (великі геосистеми, географічні процеси за участю живих систем їхнього середовища),
- глобальна екологія, або мегаекологія (біосфера).

Зазначені підрозділи об'єктивно відображають організацію проведення досліджень на різних рівнях біологічного спектра. Останні дві галузі занадто молоді і ще не мають спеціальних назв або вони не устоялися (мегаекологія, панекологія, біосферологія).

## Юджин Одум і В. А. Радкевич виділяють в екології 3 основні блоки
біоекологія, екосистеми і земні сфери, Людина і природа.
1. Біоекологія — найраніший напрямок, положення його є фундаментальними для інших напрямів. Основу біоекології складають екології систематичних, або таксономічних відділів органічного світу:
- екологія мікроорганізмів,
- екологія грибів,
- екологія рослин,
- екологія тварин.

Останні три, в свою чергу, діляться на дрібніші.
2. Екосистеми і земні сфери — найбільший напрямок, в ньому розглядаються зв'язки між живими матеріями і неживими (абіотичними) факторами, зв'язки між організмами і угрупованнями в складі основних біомів (сукупності біоценозів (екосистем) природних зон) суші і Світового океану. У цей блок входять:
- лісова екологія,
- екологія степів,
- екологія пустель,
- екологія тундр,
- екологія ґрунтів,
- екологія атмосфери,
- екологія гідросфери,
- екологія літосфери,
- космічна екологія,
- екологія гір,
- екологія островів,
- екологія океанів і ін.

3. Людина і природа — сюди входять науки, що вивчають взаємозв'язок і взаємодію людини з середовищем проживання, і прикладна екологія людини з метою пов'язати розробки з вищевказаних двох розділів з практичними проблемами:
- інженерна екологія,
- хімічна екологія,
- промислова екологія,
- сільськогосподарська екологія,
- екологія міста,
- екологія та медицина,
- екологія та культура,
- екологія та право,
- екологія та політика,
- екологічна освіта та ін.

## Класифікація Анатолія Сергійовича Степановських (2001[3])

### По відношенню до предметів вивчення
- екологія мікроорганізмів,
- екологія грибів,
- екологія рослин,
- екологія тварин,
- екологія людини.

### По відношенню до умов середовища проживання
- екологія ґрунтів, ґрунтознавство,
- екологія атмосфери,
- екологія гідросфери,
- екологія літосфери,
- космічна екологія.

### По відношенню до типу рослинного покриву
- лісова екологія,
- екологія степів,
- екологія пустель,
- екологія тундр і т. д.

### По відношенню до ландшафтного (географічного) положення
- екологія гір,
- екологія островів,
- екологія океанів і т. д.

### По відношенню до чинника часу
- палеоекологія,
- археоекологія,
- історична екологія, і ін.

### По проблемах взаємовідносин природи і людини
З кожним роком все актуальнішими стають проблеми взаємовідносин природи і людини, що призвело до формування такого сучасного напрямку, як екологія ноосфери, або соціальна екологія. Її проблеми виходять за рамки екології, як біологічної науки, і поряд з екосистемним підходом включають економічно-господарський, соціальний, політичний аспекти. Вони представлені численними «екологіями»:
- радіаційна екологія,
- хімічна екологія,
- промислова екологія,
- інженерна екологія,
- екологія міста,
- сільськогосподарська екологія,
- екологія та медицина,
- екологія та культура,
- екологія та право,
- екологія та політика,
- екологічна освіта та ін.

## І. А. Шилов виділяє 5 напрямків[2]
1. Ландшафтна екологія — один з найбільш ранніх напрямків. Вивчає пристосування організмів до різного географічного середовища, формування біоценозів різних ландшафтів, їх вплив на середовище існування. Має виключно високе прикладне значення, тому що фізико-географічними умовами визначаються набір видів і основні закони формування і життя екосистем.
2. Функціональна, або фізіологічна екологія — досліджує механізми, за допомогою яких здійснюється адаптація (пристосування) біологічних систем різного рівня до змін умов середовища. Більшість адаптивних механізмів мають фізіологічну природу і вивчення їх важливе для вирішення багатьох проблем, наприклад при інтродукції рослин, в медицині, для контролю чисельності диких тварин і ін.
3. Кількісна екологія вивчає продуктивність і структуру різних екосистем, їх динаміку. Її дані є основою для математичного моделювання біогеоценотичних процесів, або теоретичної екології. Необхідна для розробки природоохоронних заходів, побудови екологічних прогнозів, профілактики епідемій і т. д.
4. Еволюційна екологія виявляє екологічні закономірності еволюційного процесу, шляхи і форми становлення видових адаптацій, дозволяє реконструювати екосистеми минулого Землі (палеоекологія) і роль людини в їх перетворенні (археоекологія).
5. Соціальна екологія вивчає процеси, що протікають на рівні ноосфери. З виникненням нових проблем виникли і нові приватні науки (соціологія, радіаційна екологія, екологічна освіта, інженерна екологія, космічна екологія та ін.). Особливе положення займає екологія людини, що вивчає сучасний стан сучасного людства у глобальних екосистемах.

Багато процесів є загальними для всіх рівнів. Їх характеристики, встановлені для одного рівня (клітинного, організменного) можуть бути високоінформативними і для інших рівнів (популяційного, екосистемного) і точно також дані однієї галузі наук можуть виявитися загальними для всіх рівнів організації. Але при вивченні їх використовуються різні методи, різні підходи, різні одиниці обліку та вимірювання. Відповідно і в інтерпретації отриманої інформації по кожному рівню є свої особливості.